# Шубинські Дачі (заповідне урочище)
Шу́бинські Да́чі — заповідне урочище в Україні. Розташоване в межах Корюківського району Чернігівської області, на південь від села Романівська Буда. 
Площа 101 га. Статус присвоєно згідно з рішенням Чернігівського облвиконкому від 29.07.1975 року № 319; рішення від 27.12.1984 року № 454; рішення від 28.08.1989 року № 164; рішення від 31.07.1991 року № 159. Перебуває у віданні ДП «Корюківське лісове господарство» (Корюківське лісництво, кв. 25, 26, 29, 30). 
Статус присвоєно для збереження частини лісового масиву з цінними насадженнями дуба.